# Dorothy Workman
Pour les articles homonymes, voir Workman.
Dorothy Workman, née le 5 janvier 1912 à King City et morte le 30 novembre 1981 à Los Angeles, est une joueuse de tennis américaine de l'entre-deux-guerres. 
Elle a notamment été finaliste en double dames aux Championnats d'Australie en 1938 aux côtés de Dorothy Bundy.

## Palmarès (partiel)

### Finales en double dames
| No | Date       | Nom et lieu du tournoi               | Catégorie | Surface      | Vainqueures                    | Partenaire    | Score    |          |
| -- | ---------- | ------------------------------------ | --------- | ------------ | ------------------------------ | ------------- | -------- | -------- |
| 1  | 03/10/1937 | Pacific Coast Championships Berkeley |           | Terre (ext.) | Kay Stammers Freda James       | Helen Jacobs  | 6-1, 6-4 | Parcours |
| 2  | 21/01/1938 | Australian Championships Adélaïde    | G. Chelem | Gazon (ext.) | Nancye Wynne Thelma Coyne Long | Dorothy Bundy | 9-7, 6-4 | Parcours |

## Parcours en Grand Chelem (partiel)
Si l’expression « Grand Chelem » désigne classiquement les quatre tournois les plus importants de l’histoire du tennis, elle n'est utilisée pour la première fois qu'en 1933, et n'acquiert la plénitude de son sens que peu à peu à partir des années 1950.

### En simple dames
| Année | Championnat d'Australie | Championnat d'Australie | Internationaux de France | Internationaux de France | Wimbledon | Wimbledon | US National | US National |
| 1938  | 1/4 de finale           | Nancye Wynne            | -                        | -                        | -         | -         | -           | -           |

À droite du résultat, l’ultime adversaire.

### En double dames
| Année | Championnat d'Australie | Championnat d'Australie   | Internationaux de France | Internationaux de France | Wimbledon | Wimbledon | US National | US National |
| 1938  | Finale Dorothy Bundy    | Nancye Wynne Thelma Coyne | -                        | -                        | -         | -         | -           | -           |

Sous le résultat, la partenaire ; à droite, l’ultime équipe adverse.

### En double mixte
| Année | Championnat d'Australie | Championnat d'Australie | Internationaux de France | Internationaux de France | Wimbledon | Wimbledon | US National | US National |
| 1938  | 1/2 finale Gene Mako    | Nancye Wynne Colin Long | -                        | -                        | -         | -         | -           | -           |

Sous le résultat, le partenaire ; à droite, l’ultime équipe adverse.